# Mellana (geslacht)
Mellana is een geslacht van vlinders van de familie dikkopjes (Hesperiidae), uit de onderfamilie Hesperiinae.

## Soorten
- M. agnesae Bell, 1959
- M. angra Evans, 1955
- M. balsa (Bell, 1942)
- M. clavus (Erichson, 1848)
- M. eulogius (Plötz, 1883)
- M. fieldi (Bell, 1942)
- M. helva (Möschler, 1876)
- M. meridiani (Hayward, 1934)
- M. mexicana (Bell, 1942)
- M. monica (Plötz, 1886)
- M. montezuma Freeman, 1969
- M. mulleri (Bell, 1942)
- M. myron (Godman, 1900)
- M. nayana (Bell, 1941)
- M. noka Evans, 1955
- M. oaxaca Freeman, 1979
- M. pazina Evans, 1955
- M. perfida (Möschler, 1878)
- M. rivula (Mabille, 1891)
- M. sista Evans, 1955
- M. tamana Steinhauser, 1974
- M. tecla Steinhauser, 1974